# Scaphidiomyces platensis
Scaphidiomyces platensis är en svampart som beskrevs av Thaxt. 1931. Scaphidiomyces platensis ingår i släktet Scaphidiomyces och familjen Laboulbeniaceae.   Inga underarter finns listade i Catalogue of Life.